# Comité Olímpico Nacional da República da Bielorrússia
O Comité Olímpico Nacional da República da Bielorrússia, é o Comité Olímpico Nacional de Bielorrússia. Criado em 1991, o comité está encarregado de seleccionar aos atletas para representar a Bielorrússia nos Jogos Olímpicos de Verão e Inverno, fazer cumprir as leis antidopagem e promover a atividade desportiva no país. O actual presidente do comité é Alexander Lukashenko, presidente da Bielorrússia.

## Junta executiva
| Cargo                    | Nomeie               |
| ------------------------ | -------------------- |
| Presidente               | Alexander Lukashenko |
| Primeiro vice-presidente | Andrei Astashevich   |
| Vice-presidente          | Sergey Repkin        |
| Vice-presidente          | Semyon Shapiro       |
| Secretário geral         | George Katulin       |
| Membro                   | Dmitry Baskov        |
| Membro                   | Valentin Borovok     |
| Membro                   | Dmitry Pinevich      |
| Membro                   | Sergei Rumas         |
| Membro                   | Ivan Tsikhan         |
| Membro                   | Liubov Cherkashina   |
| Membro                   | Yuri Shevtsov        |
| Membro                   | Oleg Shepel          |
| Membro                   | Anton Yuspa          |